# 무라카미 유리
무라카미 유리(村上友梨, 1992년 11월 7일 -)는 일본의 배우, 그라비아 아이돌이다. 히로시마현 후쿠야마시 출신이며, 소속사는 에뿌라스이다.
2006년에 현지 히로시마에서 스카우트된다. 같은 해 12 월 옴니버스 사진집 「스쿨 걸 6 × 7」으로 데뷔.
2009년 1월, 프로 레슬링 흥행의 허슬에 의한 "일본 허슬화 계획"의 일환으로 2008년 4월부터 연재중인 휴대폰 소설「러브&허슬」을 무대화한 허슬 걸즈로 무대 배우 데뷔. 같은 해 2월 유바리 국제 판타스틱 영화제 출품작인 옴니버스 영화 폴라 서클에서 "미셸 위 윌의 꿀 주스"에 출연.
2009년 6월, 약 550명의 응모 속으로부터 미스 FLASH 2009의 준 그랑프리를 수상했다. 또한 제2회 일본 그라비아 아이돌 대상의 신인상의 최종 전형에도 진출했다.